# Paul Sellner

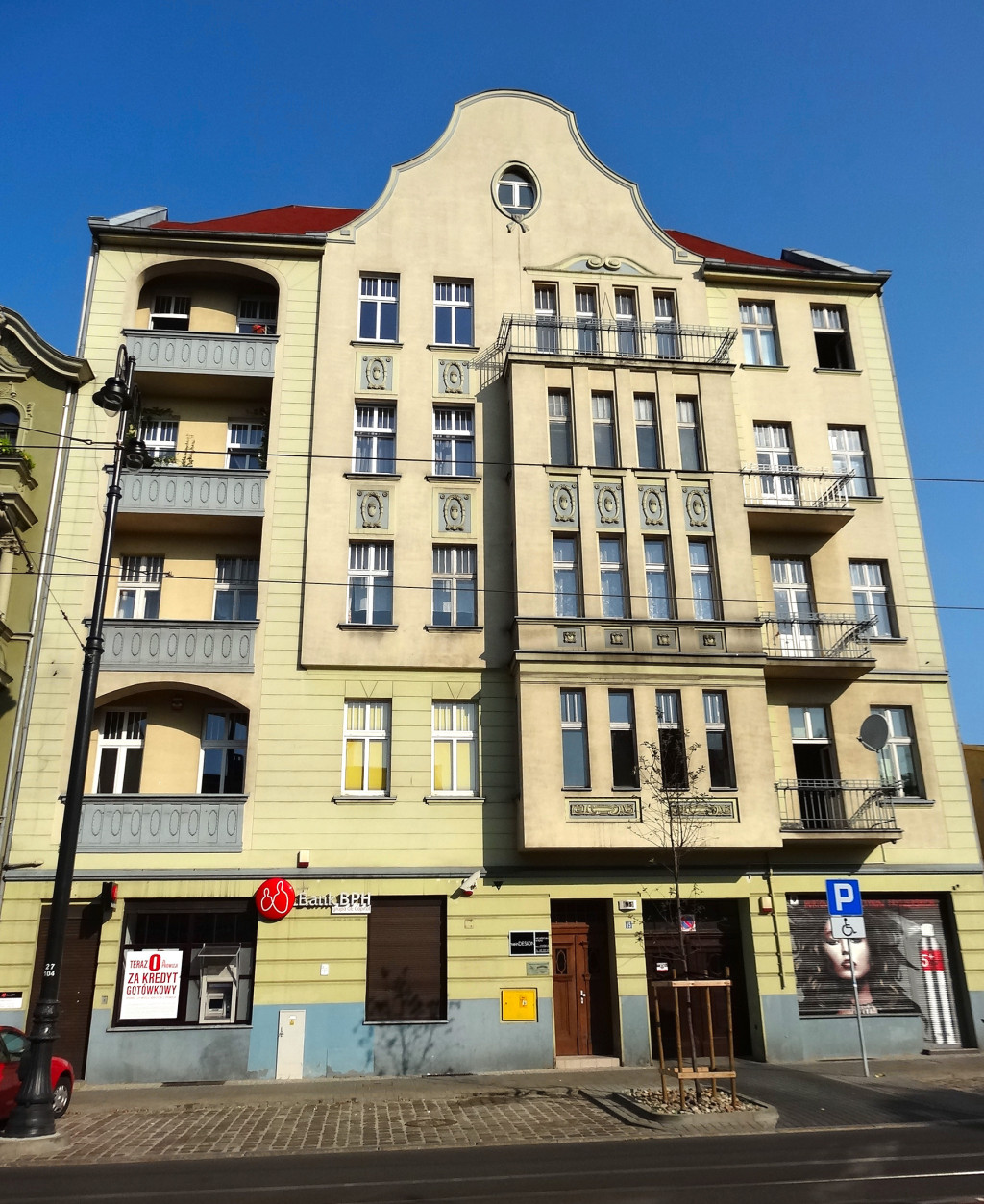
Kamienica przy ulicy Gdańskiej 95 w Bydgoszczy

Sellner Paul – architekt związany z Bydgoszczą w pierwszych dwóch dziesięcioleciach XX wieku.

## Działalność w Bydgoszczy
Paul Sellner tworzył reprezentacyjne, wielkomiejskie kamienice w stylu wczesnego modernizmu.
Przypuszczalnie praktykę zawodową około 1902–1904 odbywał w pracowni bydgoskiego architekta Karla Bergnera. W 1904 roku wzmiankowany jest jeszcze jako technik budowlany. W tym też roku już jako architekt otworzył samodzielne biuro architektoniczne, które prowadził przynajmniej do 1915 roku. W Bydgoszczy mieszkał przynajmniej do 1922 roku.
W Bydgoszczy zaprojektował między innymi:
- kamienicę przy ul. Świętojańskiej 2 na rogu ul. Gdańskiej (1911–1912),
- kamienicę przy ul. Gdańskiej 95 (1912–1913),